# Henri Lachambre

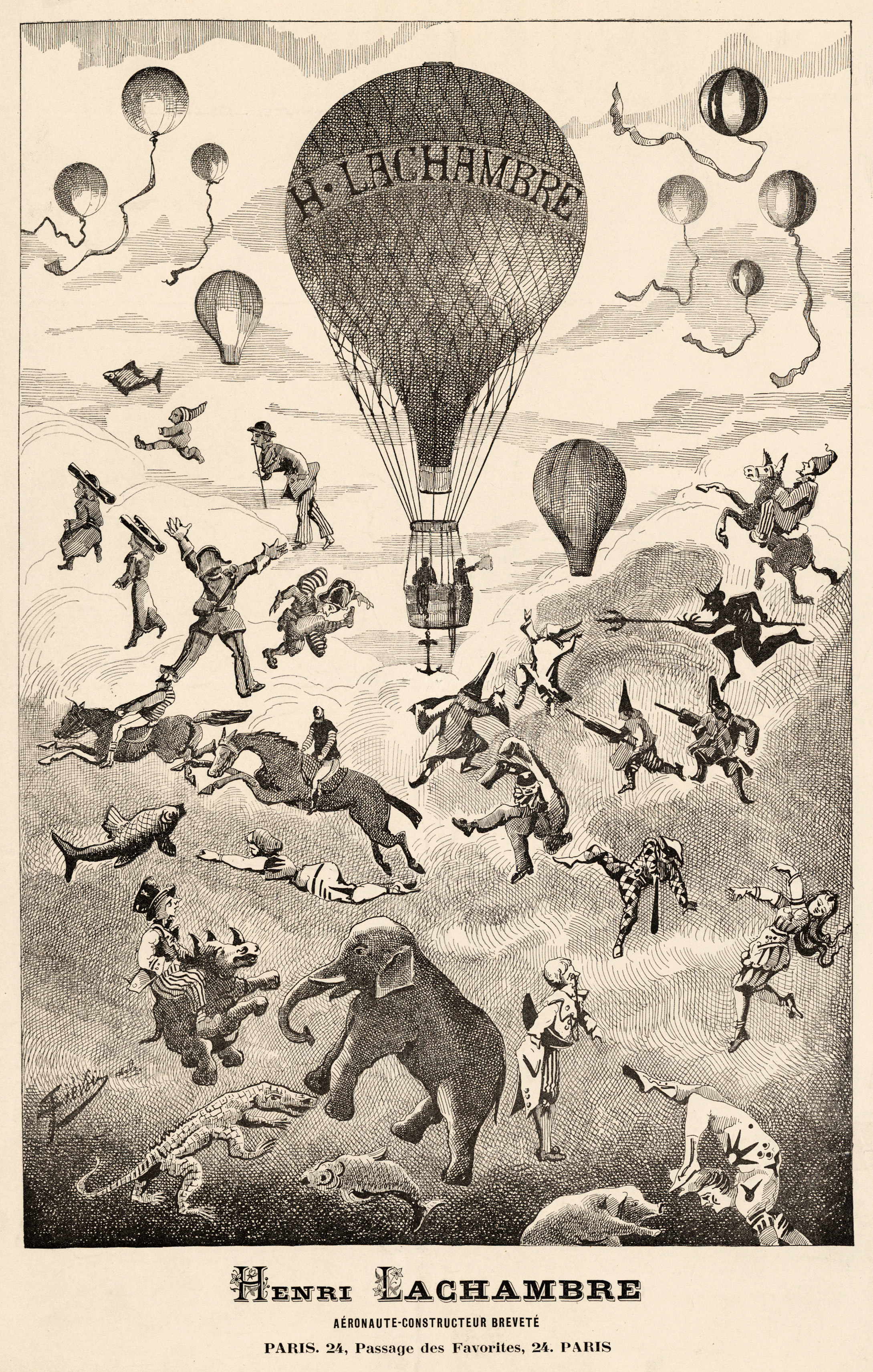
Henri Lachambre

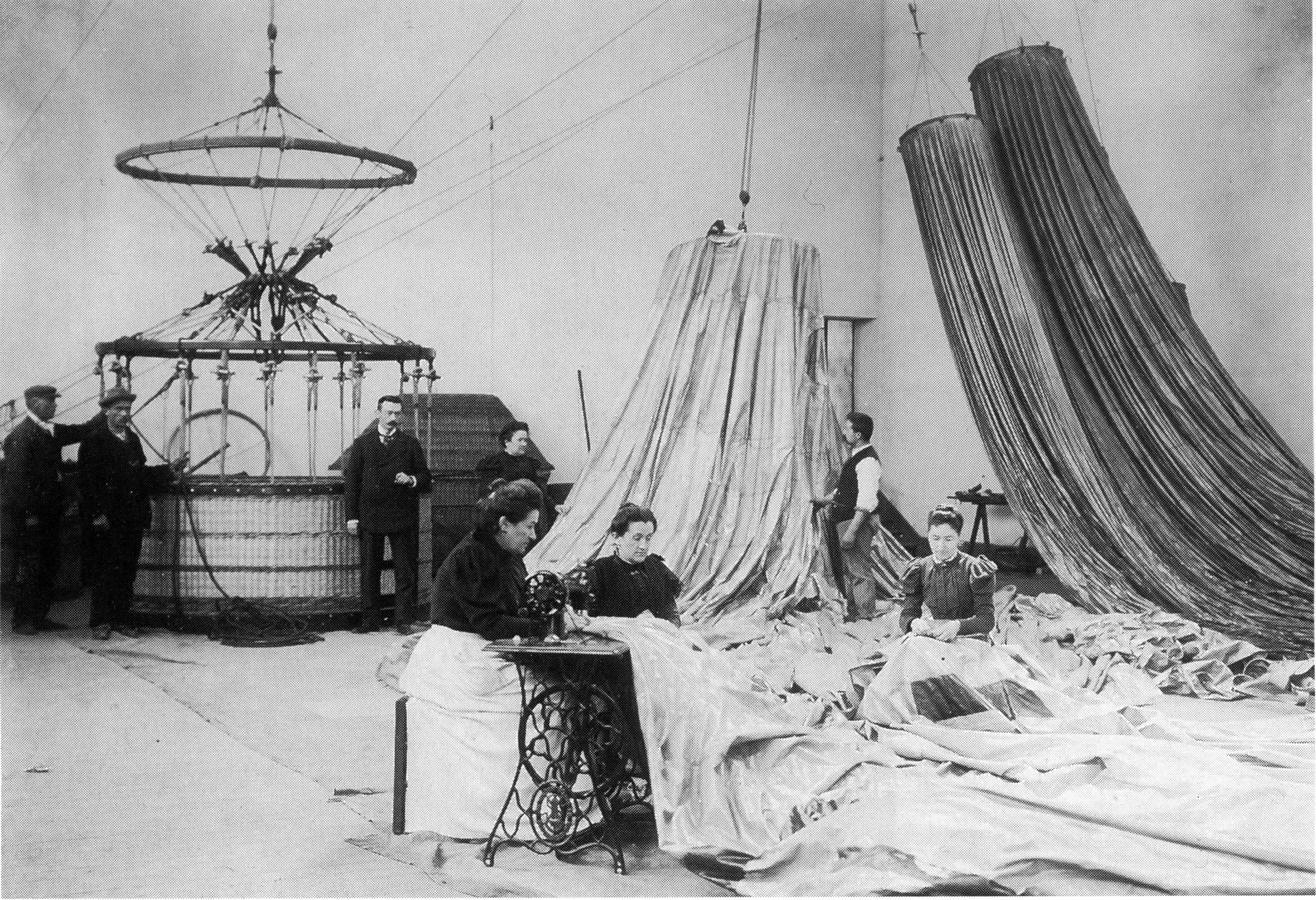
Lachambres ballongfabrik

Henri Lachambre, född 30 december 1846 i Vagney, Frankrike, död 12 juni 1904, var en fransk pionjär inom ballongflygning och ballongtillverkning.
Lachambre räknades till en av Frankrikes mer kända ballongflygare och han genomförde själv över 500 egna uppstigningar.
Han etablerade fabriken H. Lachambre i Vaugirard utanför Paris för tillverkning och försäljning av vätgasballonger. Han tillverkade Alberto Santos-Dumont första ballong och kom senare att leverera ballonger till US Army signal corps. Under våren 1896 tillverkade han ballongen Örnen på beställning av Salomon August Andrée. Efter man gav upp flygförsöket 1896, bestämde sig Andrée för att ballongen skulle konstrueras om. Under hösten 1896 och våren 1897 sydde Lachambre om ballongen.
Lachambre gav tillsammans med Machuron 1897 ut boken L'expédition Andrée au Pôle Nord som översattes till svenska under titeln Med Andrée på Spetsbergen 1896 och 1897 (Bonniers förlag).